# Saikhan-Ovoo, Bulgan
Saikhan-Ovoo (tiếng Mông Cổ: Сайхан-Овоо) là một khu định cư kiểu đô thị hay làng (tiếng Mông Cổ: тосгон) ở sum Saikhan, tỉnh Bulgan, miền bắc Mông Cổ.
Dân số của Saikhan-Ovoo là 500 người (hay 124 hộ gia đình) vào năm 2006.

## Địa lý
Saikhan-Ovoo nằm gần ngọn núi Saikhan-Ovoo, cách trung tâm sum Saikhan 25 km về phía tây bắc, và cách thành phố Bulgan, tỉnh lị tỉnh Bulgan, 100 km về phía tây.

### Khí hậu
Saikhan-Ovoo có khí hậu sa mạc lạnh (Phân loại khí hậu Köppen BWk) với mùa hè ấm áp và mùa đông lạnh giá. Hầu hết lượng mưa rơi vào mùa hè. Mùa đông rất khô.
| Dữ liệu khí hậu của Saikhan-Ovoo         | Dữ liệu khí hậu của Saikhan-Ovoo | Dữ liệu khí hậu của Saikhan-Ovoo | Dữ liệu khí hậu của Saikhan-Ovoo | Dữ liệu khí hậu của Saikhan-Ovoo | Dữ liệu khí hậu của Saikhan-Ovoo | Dữ liệu khí hậu của Saikhan-Ovoo | Dữ liệu khí hậu của Saikhan-Ovoo | Dữ liệu khí hậu của Saikhan-Ovoo | Dữ liệu khí hậu của Saikhan-Ovoo | Dữ liệu khí hậu của Saikhan-Ovoo | Dữ liệu khí hậu của Saikhan-Ovoo | Dữ liệu khí hậu của Saikhan-Ovoo | Dữ liệu khí hậu của Saikhan-Ovoo |
| Tháng                                    | 1                                | 2                                | 3                                | 4                                | 5                                | 6                                | 7                                | 8                                | 9                                | 10                               | 11                               | 12                               | Năm                              |
| ---------------------------------------- | -------------------------------- | -------------------------------- | -------------------------------- | -------------------------------- | -------------------------------- | -------------------------------- | -------------------------------- | -------------------------------- | -------------------------------- | -------------------------------- | -------------------------------- | -------------------------------- | -------------------------------- |
| Cao kỉ lục °C (°F)                       | 8.5 (47.3)                       | 13.8 (56.8)                      | 19.1 (66.4)                      | 26.8 (80.2)                      | 34.1 (93.4)                      | 35.9 (96.6)                      | 37.5 (99.5)                      | 36.4 (97.5)                      | 30.8 (87.4)                      | 24.3 (75.7)                      | 18.8 (65.8)                      | 7.2 (45.0)                       | 37.5 (99.5)                      |
| Trung bình ngày tối đa °C (°F)           | −10.4 (13.3)                     | −5.9 (21.4)                      | 3.0 (37.4)                       | 13.3 (55.9)                      | 20.9 (69.6)                      | 25.6 (78.1)                      | 27.3 (81.1)                      | 25.5 (77.9)                      | 19.5 (67.1)                      | 11.1 (52.0)                      | −0.1 (31.8)                      | −8.8 (16.2)                      | 10.1 (50.2)                      |
| Trung bình ngày °C (°F)                  | −19.6 (−3.3)                     | −15.1 (4.8)                      | −6.1 (21.0)                      | 4.2 (39.6)                       | 12.6 (54.7)                      | 18.3 (64.9)                      | 20.1 (68.2)                      | 18.3 (64.9)                      | 11.4 (52.5)                      | 2.1 (35.8)                       | −8.7 (16.3)                      | −17.0 (1.4)                      | 1.7 (35.1)                       |
| Tối thiểu trung bình ngày °C (°F)        | −25.7 (−14.3)                    | −22.7 (−8.9)                     | −13.8 (7.2)                      | −3.0 (26.6)                      | 4.6 (40.3)                       | 10.8 (51.4)                      | 13.6 (56.5)                      | 12.4 (54.3)                      | 3.9 (39.0)                       | −4.8 (23.4)                      | −15.2 (4.6)                      | −23.1 (−9.6)                     | −5.2 (22.5)                      |
| Thấp kỉ lục °C (°F)                      | −39.6 (−39.3)                    | −38.6 (−37.5)                    | −36.1 (−33.0)                    | −17.3 (0.9)                      | −7.9 (17.8)                      | −1.3 (29.7)                      | 4.8 (40.6)                       | −0.7 (30.7)                      | −14.0 (6.8)                      | −27.2 (−17.0)                    | −32.7 (−26.9)                    | −38.9 (−38.0)                    | −39.6 (−39.3)                    |
| Lượng Giáng thủy trung bình mm (inches)  | 0.6 (0.02)                       | 1.2 (0.05)                       | 1.6 (0.06)                       | 2.1 (0.08)                       | 9.6 (0.38)                       | 15.3 (0.60)                      | 38.6 (1.52)                      | 25.0 (0.98)                      | 11.9 (0.47)                      | 4.0 (0.16)                       | 1.4 (0.06)                       | 0.8 (0.03)                       | 112.1 (4.41)                     |
| Số ngày giáng thủy trung bình (≥ 1.0 mm) | 0.1                              | 0.2                              | 0.6                              | 0.5                              | 1.5                              | 2.7                              | 5.9                              | 4.1                              | 1.5                              | 0.7                              | 0.6                              | 0.2                              | 18.6                             |
| Nguồn: NOAA (1967-1990)                  |                                  |                                  |                                  |                                  |                                  |                                  |                                  |                                  |                                  |                                  |                                  |                                  |                                  |

## Kinh tế
Mỏ than Saikhan-Ovoo có lượng tài nguyên than ước tính lên tới 190 triệu tấn.